# 波恩皮查·乔伊凯旺
波恩皮查·乔伊凯旺（2003年1月24日—），泰國女子羽毛球運動員，小名Carrot，為2024年東南亞大學運動會羽毛球比賽女團、女單金牌得主。

## 簡歷
波恩皮查·乔伊凯旺在父親安排下自五歲開始接觸羽球以改善兒時的體弱問題。
2022年1月，波恩皮查·乔伊凯旺在2019冠状病毒病疫情趨緩之後重返國際賽事，並在第一站賽事——瑞典公開賽的女單項目首次闖入國際賽決賽，最終以1比2（21-16、9-21、16-21）不敵同樣來自泰國的碧查夢·歐帕妮普。此後，她在法國南特、蒙古兩站國際挑戰賽也闖入女單四強。
2023年6月，波恩皮查在超級300級別的台北羽球公開賽八強以2比0（21-14、21-18）擊敗地主選手白馭珀，但在準決賽中以0比2（12-21、16-21）不敵另一位地主選手戴資穎。7月，波恩皮查代表泰国参加在中国成都举办的世界大學運動會，在混合团体項目中助泰国队赢得銅牌，在個人賽女單項目則止步八強。10月，於超級100級別的印尼泗水大師賽闖入決賽，最終以直落二（9-21、15-21）不敵日本新秀宮崎友花。
2024年，波恩皮查代表泰國參加亞洲羽毛球團體錦標賽、東南亞大學運動會。泰國在2月舉行的亞團賽女子團體比賽闖入決賽並與印度戰至2比2平手，波恩皮查作為決勝點上場面對時年僅17歲的安莫爾·哈布，最終以0比2（14-21、9-21）落敗，令泰國獲得亞軍。6月，在東南亞運動會羽毛球比賽奪得女子團體、女子單打兩面金牌。

## 主要比賽成績
只列出曾進入準決賽的國際賽事成績：
| 年份   | 賽事                       | 公開賽級別 | 項目     | 搭檔                 | 成績   |
| ------ | -------------------------- | ---------- | -------- | -------------------- | ------ |
| 2019年 | 蒙古國羽毛球國際賽         | 國際挑戰賽 | 女子雙打 | Pornnicha Suwatnodom | 準決賽 |
| 2022年 | 瑞典羽毛球公開賽           | 國際系列賽 | 女子單打 | －                   | 亞軍   |
| 2022年 | 南特羽毛球國際挑戰賽       | 國際挑戰賽 | 女子單打 | －                   | 準決賽 |
| 2022年 | 蒙古國羽毛球國際挑戰賽     | 國際挑戰賽 | 女子單打 | －                   | 準決賽 |
| 2023年 | 泰國羽毛球國際挑戰賽       | 國際挑戰賽 | 女子單打 | －                   | 準決賽 |
| 2023年 | 台北羽球公開賽             | 超級300賽  | 女子單打 | －                   | 準決賽 |
| 2023年 | 世界大學運動會羽毛球比賽   | 其他       | 混合團體 | －                   | 銅牌   |
| 2023年 | 印尼泗水羽毛球大師賽       | 超級100賽  | 女子單打 | －                   | 亞軍   |
| 2024年 | 亞洲羽毛球團體錦標賽       | 其他       | 女子團體 | －                   | 亞軍   |
| 2024年 | 東南亞大學運動會羽毛球比賽 | 其他       | 女子團體 | －                   | 金牌   |
| 2024年 | 東南亞大學運動會羽毛球比賽 | 其他       | 女子單打 | －                   | 金牌   |
| 2025年 | 馬來西亞羽毛球公開賽       | 超級1000賽 | 女子單打 | －                   | 準決賽 |

| 2018-2026年 | 總決賽 | 超級1000賽 | 超級750賽 | 超級500賽 | 超級300賽 | 超級100賽 | 國際挑戰賽 | 國際系列賽 | 未來系列賽 | 其他 |

## 外部連結
- 邦比差·崔基翁在BWFBadminton.com（英语）
- 邦比差·崔基翁在BWF.TournamentSoftware.com（英语）
- 邦比差·崔基翁在Flashscore（英语）